# Dorset Council
Dorset Council är en kommun i Australien. Den ligger i delstaten Tasmanien, i den sydöstra delen av landet, omkring 210 kilometer norr om delstatshuvudstaden Hobart. Antalet invånare var 6 617 vid folkräkningen 2016.
Följande samhällen finns i Dorset:
- Scottsdale
- Bridport
- Ringarooma
- Branxholm
- Derby
- Winnaleah
- Legerwood
- Nabowla